# Lithacodia betsileonis
Lithacodia betsileonis là một loài bướm đêm trong họ Noctuidae.